# Phorytocarpais
Phorytocarpais es un género de ácaros perteneciente a la familia Parasitidae.

## Especies
- Phorytocarpais americanus (Berlese, 1906)
- Phorytocarpais beta (Oudemans & Voigts, 1904)
- Phorytocarpais casulatus Athias-Henriot, 1980
- Phorytocarpais caucatus Athias-Henriot, 1980
- Phorytocarpais cynaratus Athias-Henriot, 1979
- Phorytocarpais fimetorum (Berlese, 1903)
- Phorytocarpais frater Athias-Henriot, 1980
- Phorytocarpais grandis Athias-Henriot, 1980
- Phorytocarpais nonus Athias-Henriot, 1980
- Phorytocarpais scapulatus Athias-Henriot, 1980
- Phorytocarpais singulus Athias-Henriot, 1979